# Gestatten, mein Name ist Cox (Film)
Gestatten, mein Name ist Cox ist ein humorvoller Kriminalfilm in Schwarzweiß von Regisseur Georg Jacoby, der auf der gleichnamigen Romanserie des deutschen Schriftstellerpaares Rolf und Alexandra Becker basiert. Der Film wurde am 8. März 1955 in Duisburg uraufgeführt.

## Handlung
Vor seinem Wohnhaus in Brüssel trifft der Antiquitätenhändler Paul Cox auf Annette Dumont, die eigentlich zum Anwalt Andersen will, der ihre ererbten Aktien aufbewahren soll. Sie erfahren jedoch, das Andersen ermordet wurde. Näheres zu dessen Tod sollen sie nach Auskunft des Nachlassverwalters in der Bar „Allotria“ erfahren, wo die Sängerin Vera Walden auftritt. In der Bar trifft sich Dumont mit Verwandten und beim Gespräch wird sie vom Kellner Youmac belauscht, der empfiehlt, sich an einen ihm bekannten Privatdetektiv zu wenden. Dieser „Detektiv“ ist jedoch der Kleinkriminelle und ehemalige Schauspieler Anton Kraczyk, ein Bruder von Vera Walden. Kraczyk findet bei der Durchsuchung einer Villa tatsächlich die Aktien und löst bei der Bank auch noch 300.000 Franken Dividende für sie ein.
Vor Annette Dumont behauptet Kraczyk, dass Paul Cox hinter dem Mord und dem Verschwinden der Aktien stehe. Empört stellt Dumont Cox zur Rede, der natürlich völlig überrascht ist, und als Kraczyk auftaucht und ihn in Gegenwart von Annette auffordert, am nächsten Morgen um sechs Uhr bei der Villa die Aktien und die Dividende zu übergeben, ist er misstrauisch und verständigt seinen Freund, den Privatdetektiv Richardson.
Als die beiden am nächsten Morgen bei der Villa eintreffen, finden sie die Leiche von Kraczyk und der ebenfalls eintreffende Nachtwächter Ojevaar hat auch schon die Polizei alarmiert. Als die eintrifft, haben sich Cox und Richardson aber schon abgesetzt. Ojevaar behauptet, die beiden seien die Mörder von Kraczyk, aber dessen Leiche ist plötzlich verschwunden. Inspektor Carter macht sich nach dem Auffinden einer zurückgelassenen Quittung mit Paul Cox’ Namen zu dessen Wohnung auf. Im Radio hören Cox und Richardson schon von der Polizeisuche nach ihnen und beschließen, mit ihren Nachforschungen erst einmal beim Nachtwächter Ojevaar zu beginnen. Sie erfahren von ihm, dass Kraczyk eigentlich Gärtner und der Bruder von Vera Walden gewesen sei und dass er den Kellner Youmac kennt. Im „Allotria“ hören sie bei der Befragung vom Barwirt Wilkie, dass Youmac und Vera Walden plötzlich abgereist seien.
Als Cox zu seiner Wohnung zurückkehrt, wartet vor dem Haus schon Inspektor Carter auf ihn. Von der Straße aus beobachten sie einen weiblichen Schatten in Cox’ Wohnung und als sie hinaufeilen, ist die Wohnung völlig verwüstet. Cox hat Annette Dumont in Verdacht, die nach den Aktien gesucht habe. Plötzlich fallen Schüsse und zerstören die Beleuchtung. Cox sieht nur noch zwei Schatten sich entfernen. Er erfährt, dass Dumont sich in Knokke aufhalten soll, und entschließt sich, ebenfalls dorthin zu reisen. Er trifft dort erst einmal auf Vera Walden, die Cox ebenfalls für den Mörder ihres Bruders hält und die ihn mit einem Gespräch aufhält, während Youmac schnell Cox’ Zimmer nach den Aktien durchsucht.
Cox kann Annette Dumont überzeugen, dass er mit dem Mord und dem Verschwinden der Aktien wirklich nichts zu tun hat. Er wird aber kurz darauf von dem ehemaligen Boxer Toop niedergeschlagen und in dessen Unterkunft in einer Mühle verschleppt. Toop arbeitet mit Vera Walden zusammen und die horcht Cox weiter aus, bis er „gesteht“, die Aktien seien in seinem Hotelzimmer. Sie will ihn mit einem Schlafmittel im Whisky außer Gefecht setzen, doch Cox durchschaut den Plan und stellt sich nur ohnmächtig. Nachdem Vera und Toop verschwunden sind, telefoniert Cox mit Richardson und warnt ihn vor. Als Vera Walden und Toop im Hotel eintreffen, kann Richardson sie mit einer Pistole in Schach halten, doch Youmac hat sich inzwischen bei Dumont eingeschlichen, sie nach draußen gelockt und anschließend entführt. Bei der Verfolgung wird Cox von einer geschlossenen Bahnschranke aufgehalten und beim Nachsehen im Stellwerk entdeckt er den bewaffneten Youmac, der Dumont in einem Schuppen eingesperrt hat.
Als auch Richardson mit seinem Motorrad bei der Bahnschranke eintrifft, entdeckt er zwar Dumont, doch Cox ist verschwunden. Dumont hat aber gehört, dass Youmac mit Vera Walden und Cox zu einer Fischerhütte will. In der Fischerhütte streiten sich Youmac und die mittlerweile misstrauische Walden und Cox kann sie heimlich überreden, beim Zubereiten von Grog Spiritus zu vergießen. Beim Anzünden des Spiritusbrenners wird die Hütte in Brand gesetzt, was Cox dazu nutzt, Youmac zu überwältigen. Als Cox Walden aus der brennenden Hütte holen will, kann Youmac mit dem Auto fliehen. Kurz darauf wird Walden entführt. Als Richardson bei der Hütte eintrifft, kann er Cox mitteilen, dass nach seinen Recherchen Youmac, Toop und Kraczyk zu einer berüchtigten Verbrechergang gehört haben und dass Kraczyk als Schauspieler auf der Bühne oft Leichen gespielt habe.
Zurück in der Bar „Allotria“ treffen sie auf den Geschäftsmann Hasafi, der vom Wirt Wilkie günstig Aktien erworben hat. Als sie den Wirt sprechen wollen, flieht aus dessen Büro eine verkleidete Person. Bei deren Verfolgung trifft Cox auf einem Dach auf Youmac und den Verkäufer der Aktien – es ist der angeblich ermordete Kraczyk. Der eintreffende Inspektor Carter kann die in die Bar gebrachten Bösewichte festnehmen. Cox’ Unschuld ist bewiesen und Annette ist überglücklich, als sie aus Cox’ Händen die wiedergefundenen Aktien und die Dividende entgegennehmen kann. Als der ebenfalls eintreffende Nachtwächter Ojevaar hereinstürzt und mitteilt, er habe Cox’ Wagen vor der Bar gesehen und dass das die Gelegenheit wäre, Cox festzunehmen, bleibt dem Inspektor nur noch die Bemerkung übrig: „Den hat’s schon erwischt“.

## Produktionsnotizen
Der Film wurde im Atelier der Bavaria Film in Geiselgasteig produziert. Die Außenaufnahmen entstanden in Brüssel, Antwerpen, München und Umgebung.

## Kritiken
„Verfilmung einer Hörspiel-Serie, die die Ingredienzen des Kriminalfilms zugunsten einer amüsanten und charmanten Note abzuändern versucht, dabei aber unwirkliche Situationen und schemenhafte Charaktere produziert.“

„Mäßig unterhaltend und mäßig spannend.“

## DVD-Veröffentlichung
- Gestatten, mein Name ist Cox. Black Hill